# Roman Negrusz
Roman Stanisław Negrusz (ur. 17 kwietnia 1874 w Samborze, zm. 10 listopada 1926 we Lwowie) – polski naukowiec, specjalizujący się w chemii organicznej, fizycznej i elektrochemii oraz fizyce doświadczalnej.

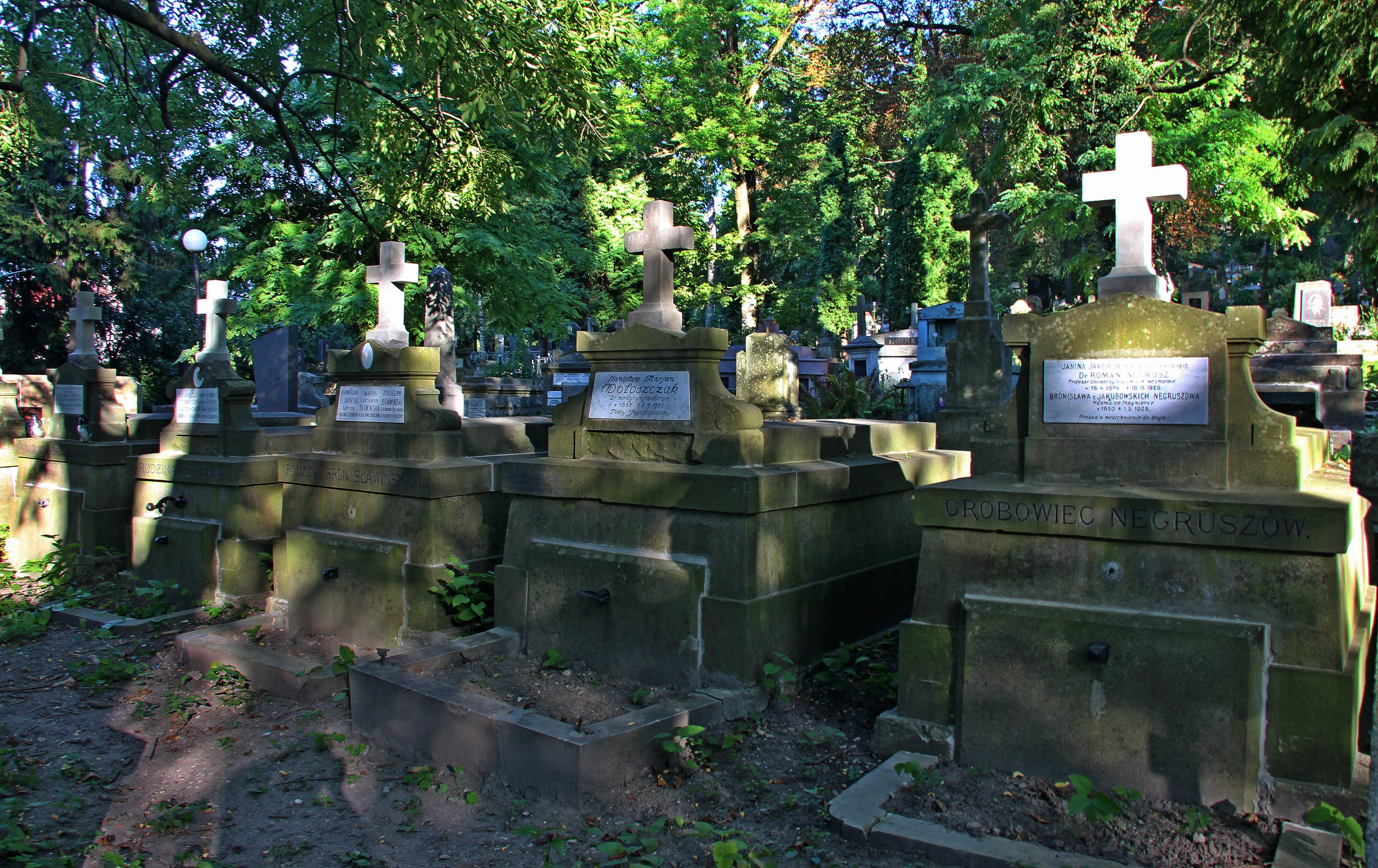
Grobowiec Romana Negrusza

## Życiorys
Był synem Karola, inżyniera budownictwa lądowo-wodnego. W 1892 ukończył VIII klasę ze stopniem celującym i zdał egzamin dojrzałości z odznaczeniem w C. K. Gimnazjum Arcyksiężniczki Elżbiety w Samborze (w jego klasie był m.in. Kamil Stefko). W latach 1892–1896  studiował na Uniwersytecie Lwowskim nauki ścisłe. W 1901 obronił pracę doktorską wykonaną pod kierunkiem prof. Bronisława Radziszewskiego. 12 października 1901 odbyła się jego promocja „sub summis auspiciis imperatoris”, pierwsza tego typu na uniwersytecie we Lwowie. W swojej pracy doktorskiej pt. O trzech izomerycznych benzylotoluolach podał metodę otrzymywania czystych izomerów benzylotoluenu. Następnie studiował fizykę na Politechnice w Charlottenburgu (1901–1902) i Paryżu (1902–1903). Po powrocie do Lwowa został asystentem przy katedrze fizyki. W 1907 habilitował się z chemii fizycznej i elektrochemii (Badania nad polaryzacją galwaniczną) na ULw. W 1917 został mianowany profesorem nadzwyczajnym, a w 1920 profesorem zwyczajnym Uniwersytetu Jana Kazimierza we Lwowie. Po profesorze Ignacym Zakrzewskim w 1920 objął Katedrę Fizyki Eksperymentalnej na Wydziale Matematyczno-Przyrodniczym Uniwersytetu Jana Kazimierza we Lwowie (po nim Katedrę objął prof. Stanisław Loria).
W 7 stycznia 1921 ożenił się z Eleonorą Reichert, chemiczką i miał z nią dwóch synów: Adama (1921–1994) – profesora Politechniki Wrocławskiej, oraz Andrzeja (1923–1989), lekarza medycyny. Zmarł na raka. Został pochowany na Cmentarzu Łyczakowskim we Lwowie